# 埃莉诺·霍尔姆
埃莉诺·霍尔姆（英語：Eleanor Holm，1913年12月6日—2004年1月31日），美国女子游泳运动员。她曾代表美国参加1928年和1932年夏季奥林匹克运动会游泳比赛，其中1932年奥运会获得一枚金牌。